# La Roche-Maurice
La Roche-Maurice é uma comuna francesa na região administrativa da Bretanha, no departamento Finisterra. Estende-se por uma área de 12,05 km². Em 2010 a comuna tinha 1 842 habitantes (densidade: 152,9 hab./km²).